# 国民の党 (2020)
国民の党（こくみんのとう、朝鮮語:  국민의당）は韓国の政党である。2020年2月23日結成。2016年に旧国民の党を結成した安哲秀を中心とする政党であったが、2022年5月3日に国民の力へ合流することで消滅した。政治的立場は自由主義的な中道政党（中道右派）と見なされていたが、旧国民の党より保守的な性向を帯びているとされていた。

## 概説
安哲秀が率いる旧国民の党は、第20代総選挙で共に民主党、セヌリ党（後の自由韓国党）に次ぐ韓国国会の第三極となり、2018年2月には正しい政党と統合して正しい未来党となった。だが、元セヌリ党の議員で構成される正しい政党との統合に反発した議員が国民の党を離党して民主平和党を結党した他、政党統合後も孫鶴圭代表と対立する保守系議員が離党して新しい保守党と未来に向けた前進4.0を結党する等し、2020年1月末の時点で第三極系の政党は乱立状態にあった。その一方で、2020年4月実施予定の第21代総選挙を見越して政党再編を模索する動きも活発化し、新しい保守党と未来に向けた前進4.0は自由韓国党と、正しい未来党は民主平和党および代案新党とそれぞれ合同する動きを見せ始めた。
そのような中、旧国民の党代表だった安哲秀は独自の道を模索して2020年1月30日に正しい未来党を離党し、同年2月23日に支持者と共に中央党結党大会を開いて国民の党の結党を宣言した。安は2017年に国会議員を辞職しており、又、安哲秀系と見られていた国会議員も国民の党へ合流しなかった為、結党時点における国会議席の確保はできなかった。だが、3月1日までに2名の国会議員が入党したため、国民の党は国会に議席を有する政党となった。
2020年4月15日、予定通りに第21代総選挙が実施され、国民の党は開かれた民主党と同じく3議席を獲得し、国会第6党となった。だが一方で、正しい未来党の後継政党である民生党が議席を一つも獲得できなかったため、第20代総選挙で第三極とされた勢力は大幅に議席数を減らす結果となった。
2021年4月7日、第20代大統領選挙の前哨戦と位置づけられるソウル市長補欠選挙と釜山市長補欠選挙が同時に実施され、いずれも最大野党の国民の力が勝利した。これを受け、国民の党は6月下旬から国民の力との合流交渉を開始したが、交渉は両者の神経戦となってしまい、同年7月27日に実務交渉団が交渉の終了を宣言した。その後、同年8月8日に党総裁の安哲秀が政党統合問題を熟考すると宣言し、8月16日に協議決裂を正式に宣言したことで統合問題に結論が出た。
2021年11月1日、党総裁の安哲秀が第20代大統領選挙への出馬を宣言し、2022年2月13日に選挙の候補者登録手続きを行った。その際に安哲秀が国民の力の候補者である尹錫悦に対し野党候補一本化を提案し、一度は提案を撤回したものの、同年3月3日に安哲秀の出馬辞退と尹錫悦支持が発表された。その後、3月9日実施の大統領選挙で尹錫悦が当選すると、3月13日に安哲秀は尹錫悦から「政権引き継ぎ委員会」の委員長に任命された。
2022年4月18日、記者会見で尹錫悦次期大統領の与党となる国民の力との合併が発表され、国民の力に事実上吸収合併される事が決まった。そして同年5月3日に中央選挙管理委員会から両党の合党が正式に発表され、国民の党は正式に消滅した。

## 政治的立場
韓国の政治環境では、民生党と同様の中道的な政治的位置を持つが、社会的イシューでは民生党よりもリベラルな観点を取る。経済的には、民生党よりも新自由主義的な傾向がある。
党代表の安哲秀は、同性結婚については「賛成していない」と明らかにしたが、同性愛そのものは賛否の問題ではないという立場を取った。 また、国民の党はフェミニズムに友好的であり、女性の安全問題に主要政党の中で非常に積極的な関心を持っている。ただ、外国人投票権関連問題では、保守的でナショナリズム的な見解を取っている。

## 選挙結果
| 代     | 年月日        | 議席数と 政党得票率 | 議席数と 政党得票率 | 議席数と 政党得票率 | 議席数と 政党得票率 | 備考                     |
| 代     | 年月日        | 合計                | 地域区              | 比例区              | 政党 得票率         | 備考                     |
| ------ | ------------- | ------------------- | ------------------- | ------------------- | ------------------- | ------------------------ |
| 第21代 | 2020年4月15日 | 3                   | -                   | 3                   | 6.79%               | 比例代表のみに候補者擁立 |